# Pyromys
Pyromys là một phân chi chuột của chi chuột nhắt Mus trong họ chuột Murinae. Phân chi chuột này gồm các loài bản địa của vùng Nam Á cho tới một phần của vùng Đông Nam Á.

## Các loài
- Mus fernandoni (phân bố ở Sri Lanka)
- Mus phillipsi (phân bố ở miền Nam Ấn Độ)
- Mus platythrix (phân bố ở Ấn Độ)
- Mus saxicola (miền Nam Pakistan, miền Nam Nepal và Ấn Độ)
- Mus shortridgei (Myanmar tới phía Nam Campuchia và phía Bắc của Việt Nam)